# Eleonore Stump
Eleonore Stump es una profesora de filosofía estadounidense de la Universidad de San Luis, donde ha enseñado desde 1992. 
Recibió un B.A. en lenguas clásicas en el Grinnell College (1969), donde fue la mejor estudiante y recibió el Premio Archibald para la beca; tiene una maestría en Estudios Bíblicos (Nuevo Testamento) de la Universidad de Harvard (1971), y una maestría y un doctorado en Estudios Medievales (filosofía medieval) de la Universidad de Cornell (1975). Antes de llegar a la Universidad de San Luis, enseñó en el Oberlin College, Instituto Politécnico y Universidad Estatal de Virginia, y la Universidad de Notre Dame. Actualmente, también tiene citas secundarias o de honor en la Universidad de Wuhan y la Universidad Católica de Australia.
Stump ha publicado extensamente sobre la filosofía medieval, filosofía de la religión y metafísica contemporánea. Sus libros incluyen su importante estudio Aquinas (Routledge, 2003) y su amplio tratamiento del problema del mal, Wandering in Darkness: Narrative and the Problem of Suffering (Oxford, 2010).
Entre los lectorados que ha dado se encuentran las conferencias Gifford (Aberdeen, 2003), las conferencias Wilde (Oxford, 2006), y las conferencias Stewart (Princeton, 2009). En 2013, la Asociación Americana de Filosofía Católica le concedió la medalla Aquino.
Ha recibido becas de la Fundación Danforth, la Fundación Mellon, la Fundación Nacional para las Humanidades, la Asociación Americana de Mujeres Universitarias, el Centro Nacional de Humanidades, y el Banco de Confianza Caritativa. Además, ha recibido varios premios de enseñanza, incluyendo, en 2004, el Premio de la Cereza Robert Foster de parte del Gran Magisterio de la Universidad de Baylor. Entre 2013 y 2015 disfruta, junto con John Greco, de una subvención 3,3 millones de dólares de la Fundación John Templeton, para la realización de un proyecto sobre la humildad intelectual.
Es expresidenta de la Sociedad de Filósofos Cristianos, la Asociación Americana de Filosofía Católica y la Asociación Filosófica Americana, División Central; y actualmente es la presidenta de los Filósofos de la Educación Jesuita. El 1999 fue elegida miembro extranjero de la Academia Finesa de Ciencias y Letras. También es miembro de la Academia Estadounidense de las Artes y las Ciencias.